# Ken Hill (botaniste)
Pour les articles homonymes, voir Hill.
Kenneth D. Hill (Armidale, 6 août 1948 – Sydney, 4 août 2010) est un botaniste australien notable pour son travail sur les eucalyptus, la systématique, l'évolution et la  conservation du genre Cycas, ainsi qu'en botanique informatique.
Il est né à Armidale en Nouvelle-Galles du Sud. Il a travaillé avec l'herbier national de Nouvelle-Galles du Sud (en) de 1983 à sa retraite en 2004. Il a aussi travaillé pour les Jardins botaniques royaux de Sydney. En 1997-1998, il a été le correspondant australien des Jardins botaniques royaux de Kew.